# Danh sách quốc gia châu Á theo GDP trên người 2012

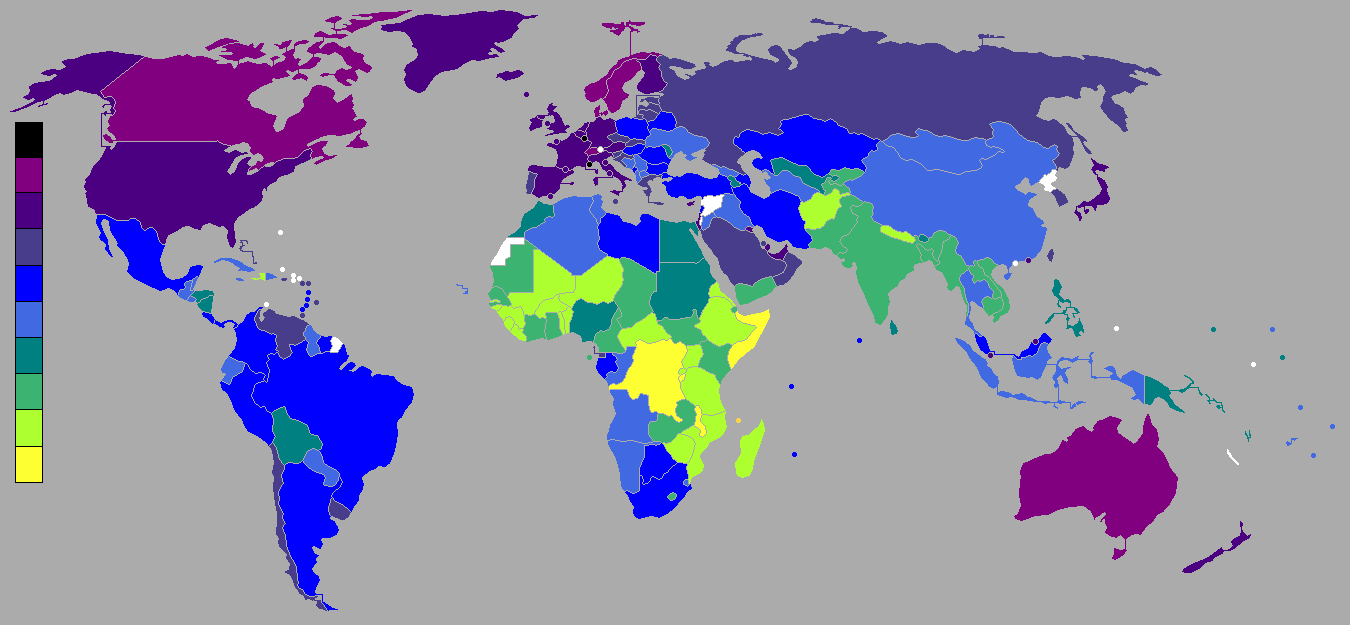
Các quốc gia theo GDP (danh nghĩa) trên người 2012 GDP.

Danh sách các quốc gia châu Á theo GDP trên người 2012 là bảng thống kê về GDP trên người 2012 của 52 quốc gia và vùng lãnh thổ thuộc châu Á. Ngoài 47 quốc gia độc lập, là thành viên của Liên Hợp Quốc, còn có các vùng lãnh thổ khác như: Hong Kong, Ma Cao, Đài Loan, Bắc Síp và Palestine. Trong danh sách này, Qatar là quốc gia có thu nhập bình quân trên người cao nhất châu Á, với 104.756 USD/người, tiếp sau là Ma Cao với 78.275 USD/người, Hong Kong với 52.052 USD người. Quốc gia có thu nhập bình quân trên người thấp nhất châu Á năm 2012 là Cộng hòa Dân chủ Nhân dân Triều Tiên chỉ có 583 USD/người, xếp áp chót là Afghanistan với 633 USD/người. Trong các quốc gia châu Á, chỉ riêng Các tiểu vương quốc Ả Rập thống nhất, Cộng hòa Dân chủ Nhân dân Triều Tiên và Cộng hòa Síp là có GDP trên người xục giảm hơn so với đầu thời kỳ Đại suy thoái 2009-2012.
Bảng thống kê được trích số liệu từ nguồn GDP trên người 2012 của Quỹ tiền tệ Quốc tế-IMF, những lãnh thổ hay quốc gia không được IMF thống kê, được bổ sung từ các nguồn Liên Hợp Quốc, Ngân hàng Thế giới-WB hay CIA Facebook.
| STT | Quốc gia                             | GDP trên người (USD) | Tỉ lệ GDP trên người 2012 so với Việt Nam (%) |
| --- | ------------------------------------ | -------------------- | --------------------------------------------- |
| 1   | Trung Quốc                           | 6.071                | 346,32                                        |
| 2   | Nhật Bản                             | 46.707               | 2.664,40                                      |
| 3   | Ấn Độ                                | 1.501                | 85,62                                         |
| 4   | Hàn Quốc                             | 22.589               | 1.288,59                                      |
| 5   | Thổ Nhĩ Kỳ                           | 10.527               | 600,51                                        |
| 6   | Indonesia                            | 3.594                | 205,02                                        |
| 7   | Ả Rập Saudi                          | 24.524               | 1.398,97                                      |
| 8   | Iran                                 | 7.207                | 411,12                                        |
| 9   | Đài Loan                             | 20.336               | 1.160,07                                      |
| 10  | Các tiểu vương quốc Ả Rập thống nhất | 43.774               | 2.497,09                                      |
| 11  | Thái Lan                             | 5.390                | 307,47                                        |
| 12  | Malaysia                             | 10.345               | 590,13                                        |
| 13  | Singapore                            | 52.052               | 2.969,31                                      |
| 14  | Hong Kong                            | 36.676               | 2.092,19                                      |
| 15  | Israel                               | 33.433               | 1.907,19                                      |
| 16  | Philippines                          | 2.611                | 148,95                                        |
| 17  | Pakistan                             | 1.261                | 71,93                                         |
| 18  | Iraq                                 | 6.305                | 359,67                                        |
| 19  | Kazakhstan                           | 11.983               | 683,57                                        |
| 20  | Qatar                                | 104.756              | 5.975,81                                      |
| 21  | Kuwait                               | 48.761               | 2.781,57                                      |
| 22  | Việt Nam                             | 1.753                | 100,00                                        |
| 23  | Bangladesh                           | 797                  | 45,47                                         |
| 24  | Oman                                 | 25.356               | 1.446,44                                      |
| 25  | Syria                                | 3.289                | 187,62                                        |
| 26  | Azerbaijan                           | 7.450                | 424,99                                        |
| 27  | Sri Lanka                            | 2.876                | 164,06                                        |
| 28  | Myanmar                              | 868                  | 49,52                                         |
| 29  | Uzbekistan                           | 1.736                | 99,03                                         |
| 30  | Macau                                | 78.275               | 4.465,20                                      |
| 31  | Lebanon                              | 10.311               | 588,19                                        |
| 32  | Yemen                                | 1.367                |                                               |
| 33  | Turkmenistan                         | 6.263                |                                               |
| 34  | Jordan                               | 4.879                |                                               |
| 35  | Bahrain                              | 23.555               |                                               |
| 36  | Síp                                  | 26.389               |                                               |
| 37  | Afghanistan                          | 633                  |                                               |
| 38  | Nepal                                | 690                  |                                               |
| 39  | Brunei                               | 42.402               |                                               |
| 40  | Gruzia                               | 3.520                |                                               |
| 41  | CHDCND Triều Tiên                    | 583                  |                                               |
| 42  | Cambodia                             | 926                  |                                               |
| 43  | Mông Cổ                              | 3.627                |                                               |
| 44  | Palestine                            | 2.431                |                                               |
| 45  | Armenia                              | 3.021                |                                               |
| 46  | Lào                                  | 1.380                |                                               |
| 47  | Tajikistan                           | 953                  |                                               |
| 48  | Kyrgyzstan                           | 1.158                |                                               |
| 49  | Đông Timor                           | 5.463                |                                               |
| 50  | Bhutan                               | 2.914                |                                               |
| 51  | Maldives                             | 6.363                |                                               |
| 52  | Northern Cyprus                      | 16.158               |                                               |